# TV-året 2019

## Händelser
- 2 februari–9 mars – Melodifestivalen.[1]
- 18 maj – Duncan Laurences låt Arcade vinner Eurovision Song Contest 2019 för Nederländerna i Tel Aviv.
- 10 december - I Sverige släcker Com Hem och Boxer ner TV 4 och C More:s kanaler efter konflikt med Telia och Tele 2.[2] Konflikten pågar fram till 21 december med nya avtal.[3]

## TV-program
- Mästarnas mästare 2019

## TV-seriestarter
- 1 januari – premiär för den svenska miniserien De dagar som blommorna blommar i SVT av Jonas Gardell.
- 5 april – premiär för det svenska kriminaldramat Störst av allt som är Netflix första svenskproducerade serie.
- 15 april – svensk premiär för åttonde säsongen av Game of Thrones på Cmore.
- 20 juni – svensk premiär i SVT för den tyska dramaserien Babylon Berlin.
- 16 juli – premiär i SVT Barn för barnprogrammet Legendarerna

## Avlidna
- 1 februari – Clive Swift, 82, brittisk skådespelare (Skenet bedrar).[4]
- 10 februari – Carmen Argenziano, 75, amerikansk skådespelare (Stargate SG-1).
- 17 februari – Inger Egler, 83, svensk programpresentatör och sändningsledare.[5]
- 22 februari – Morgan Woodward, 93, amerikansk skådespelare (Dallas).[6]
- 23 februari – Katherine Helmond, 89, amerikansk skådespelare (Lödder).[7]
- 18 mars – Willie Andréason, 85, svensk skådespelare (Varuhuset).[8]
- 28 mars – Jon Skolmen, 78, norsk skådespelare och programledare (Nöjesmassakern).[9]
- 21 april – Ken Kercheval, 83, amerikansk skådespelare (Dallas).[10]
- 25 april – Svante Grundberg, 75, svensk skådespelare och komiker (Nattsudd).[11]
- 11 maj – Peggy Lipton, 72, amerikansk fotomodell och skådespelare (Gänget, Twin Peaks).[12]
- 26 juni – Max Wright, 75, amerikansk skådespelare (Alf).[13]
- 29 juni – Jesper Langberg, 78, dansk skådespelare (Matador).[14]
- 3 juli – Ann-Christine Gry, 76, svensk skådespelare (Hem till byn).[15]
- 30 augusti – Valerie Harper, 80, amerikansk skådespelare (The Mary Tyler Moore Show, Rhoda).[16]
- 25 september – Arne Weise, 89, svensk programledare (Vår fantastiska värld, 21, Ett med naturen, Minnenas television) och julvärd i SVT.[17]
- 10 oktober – Hans Polster, 87, svensk skådespelare (Hem till byn) och teaterregissör.[18]